# كافيء نفسك (رواية)
كافيء نفسك هي إحدى روايات الروائية الأمريكية دانيال ستيل (بالإنجليزية Honor Thyself) وهي من الروايات الرومانسية.

## نبذة قصيرة
تدور أحداث الرواية عن ممثلة مشهورة تذهب إلى باريس في رحلة عمل وتتواجد قدرا في مكان يحدث فيه تفجير انتحاري تدخل على اثر تلك الحادثة إلى المستشفى في غيبوبة وعندما تستفيق تكون فاقدة للذاكرة، وتبدأ تدريجيا في استعادة ذاكرتها وكل الاحداث التي مرت بها بمساعدة أحبائها.